# The Daily Dot
 (décembre 2016).
The Daily Dot est une société spécialisée en médias numériques qui couvre la culture de l'Internet et la vie sur le Web. Fondée par Nicholas White en 2011, The Daily Dot est basée à Austin au Texas, avec des bureaux à New York et à San Francisco.
La société compte 75 employés à temps plein et plus de deux cents collaborateurs pigistes. La compagnie publie un site Web d'informations du même nom, écrit en anglais. Se surnommant lui-même le « journal local » (hometown newspaper) de l'Internet, The Daily Dot relate des histoires se déroulant en ligne, à raison de cinquante à soixante-dix articles publiés par jour.
Il propose un éventail de rubriques dédiées à des aspects spécifiques de l'Internet, allant des interactions entre les gouvernements et le web jusqu'à des sections plus « geek », qui s'intéressent notamment à des communautés de fans présentes sur le web.

## Histoire
En 2014, The Daily Dot acquiert The Kernel, un hebdomadaire du dimanche proposant des éditoriaux longs publiés autour d'un thème unique. Cela entraîne la démission de son fondateur Milo Yiannopoulos.
En janvier 2016, le site lance VIP Voices, une collection d'op-ed rédigés par des contributeurs réputés sur des questions liées à Internet présentes dans le discours public. Les contributeurs incluent le maire de New York Bill de Blasio, le représentant des États-Unis Ted Lieu et le sénateur Mike Lee.